# Émeute du 3 décembre
L'émeute du 3 décembre (chinois : 一二·三事件) est une révolte populaire soulevée par les résidents chinois pro-communistes le 3 décembre 1966 pour protester contre le gouvernement de Macao. Cet événement a été l'un des plus grands mouvements politiques entre le Gouvernement de Macao, les partis de gauche locaux et le gouvernement central de la république populaire de Chine. Cette révolte marqua l'affaiblissement de la souveraineté du Portugal sur Macao et sa quasi-disparition.

## Contexte
En 1966, les résidents chinois ont demandé à obtenir une licence pour la construction d'une école privée sur l'île de Taipa. Les résidents, incapables d'obtenir un permis de construire, ont commencé à construire illégalement l'école. Le 15 novembre 1966, la police de Taipa utilise la force pour incarcérer les responsables de l'école, les ouvriers, les résidents chinois présents et des journalistes. Après cet événement, la presse chinoise et les associations pro-communistes commencèrent à attaquer violemment le gouvernement; ne permettant pas d'oublier «l'incident» de Taipa.
La contestation monta ainsi que le sentiment de révolte au sein de la communauté chinoise, profondément influencé par la Révolution culturelle de Mao Zedong. Le 30 novembre, des groupes représentant les ouvriers, les enseignants et les femmes démocrates, protestèrent devant le Palais du Gouverneur.
La situation s'aggrava lorsque, le 21 décembre, Radio Pékin annonça que les autorités portugaises de Macao avaient commis une « agression préméditée de type fasciste » (l'« incident de Taipa »). Ceci signifia que, ces attaques à Macao, recevaient pour la première fois, la bénédiction des autorités de la république populaire de Chine.

## L'émeute
La 3 décembre, la situation se détériora encore plus à cause de l'entrée en force de pro-communistes radicaux, dans le local de travail du gouverneur. En cours de route, ces Chinois clamèrent des phrases maoïste et des chants révolutionnaires. Ils furent expulsés par la police, mais bientôt vint se joindre à ce groupe de manifestants un grand nombre de mécontents chinois, dont des étudiants et des enseignants.
Le même jour, une grande émeute éclata dans la ville, avec la mise à bas de la statue du colonel Vicente Nicolau de Mesquita, qui se trouvait au Leal Senado (au centre-ville), et l'incendie de précieux documents provenant de ses archives, et de celles de la Santa Casa da Misericórdia. Des lois martiales furent instaurées par le gouvernement et les soldats portugais mobilisés pour maîtriser cette situation chaotique. Le bilan de ces protestations fut de 11 morts et près 200 blessés. L'incident est communément appelé l'émeute «12-3», en référence à cette date du 3 décembre (12e mois de l'année).

## Conséquences
Bien que l'émeute fût maîtrisée par les soldats, la tension à Macao ne disparut pas, mais au contraire empira, mais il n'y eut plus de manifestations. Certaines familles portugaises, apeurées, commencèrent à se préparer à quitter la ville et  émigrer au Portugal ou à Hong Kong.
Le 11 décembre, une délégation représentant la population chinoise de Macao, dirigée par Leong Pui, le président de l'Association générale des ouvriers de Macao, montra une fois de plus au gouvernement, les exigences de la communauté chinoise. Lorsque le Gouverneur de Macao de l'époque, le Brigadier José Manuel de Sousa e Faro Nobre de Carvalho, accepta finalement de céder et de reconnaître les exigences chinoises, la délégation représentative se montra incompétente pour recevoir la cession, étant donné que les exigences, posées par elle, avaient été planifiées par le Bureau des affaires étrangères de la province de Guangzhou. Dès lors, les autorités de Macao durent négocier avec le ministère du gouvernement chinois. Face à ce climat de tension, le gouvernement macanais explora même la possibilité de quitter Macao et de donner simplement le territoire à la république populaire de Chine.
Le gouvernement communiste chinois, en dépit d'une idéologie contraire à l'Estado Novo, tenta de garantir la présence portugaise à Macao, refusant en particulier une invasion des Gardes rouges chinois, car avant la modernisation et l'ouverture de la république populaire de Chine (commencée en 1978), cette petite enclave portugaise et Hong Kong étaient les deux seuls points d'entrée de devises étrangères et d'envois de fonds des émigrants chinois, de produits qui ne pouvaient pas entrer directement en Chine, d'exportation de produits chinois vers l'Occident, et pour la réalisation de contacts informels avec les autres puissances.
Pour ces raisons, les autorités chinoises n'imposèrent pas, au cours des négociations, d'exigences pouvant mettre fin à l'administration portugaise. Ces négociations furent menées par les délégations diplomatiques et des intermédiaires, dont le commandant Ho Yin, étant donné que le Portugal et la république populaire de Chine n'entretenaient pas de relations diplomatiques officielles.
Les négociations difficiles se poursuivant, la communauté chinoise, impatiente, adopta la politique des 3 non le 16 janvier 1967:
- non aux impôts,
- non aux prestations de services au gouvernement, y compris l'eau et l'électricité,
- non à la vente de produits aux Portugais et aux fonctionnaires de nationalité portugaise[5],[4].

Avec cette politique, la pression s'accentua encore davantage sur le gouvernement de Macao, qui subissait également des pressions du gouvernement central à Lisbonne et recevait des délégations diplomatiques chargées des négociations.
Le 29 janvier 1969, les autorités de Macao et la république populaire de Chine arrivèrent finalement à un accord, dont le point principal était les excuses présentées par le gouvernement de Macao à la communauté chinoise. Cet accord prévoyait également que le Portugal renonçait à son occupation perpétuelle de Macao et reconnaissait le pouvoir et le contrôle de facto des Chinois sur Macao, marquant ainsi le début de la fin de la période coloniale de la ville. L'accord interdisait également au gouvernement de Macao d'apporter son soutien et de donner l'asile politique aux nationalistes du Kuomintang. Grâce à cette émeute, les autorités de la république populaire de Chine montrèrent à l'administration portugaise que leur survie et leur présence à Macao dépendaient de leur volonté et de leurs intérêts,. À la suite de ces événements, l'autorité et l'influence des élites chinoises pro-Pékin, menées par Ho Yin, ont de nouveau été reconnues par les Portugais.
Une autre explication plausible, proposée par John Guedes, est que le désordre et la confusion associées furent principalement causées par la perte temporaire du contrôle de Ho Yin sur la communauté chinoise. Mais la situation recommença à se stabiliser grâce à la reconsolidation du pouvoir de Ho Yin.
Après ces séquences d'événements, les Chinois, satisfaits par l'accord signé, ne provoquèrent plus d'émeute, et Macao recommença à vivre une période de calme relatif et de coexistence entre les communautés portugaises, macanaises et chinoises.